# Elecciones provinciales de Río Negro de 1963
Las elecciones generales de la provincia de Río Negro de 1963 tuvieron lugar el domingo 7 de julio del mencionado año con el objetivo de restaurar las instituciones democráticas constitucionales y autónomas de la provincia después de la intervención federal previa al golpe de Estado del 29 de marzo de 1962, que derrocó al gobierno de Arturo Frondizi, de la Unión Cívica Radical Intransigente (UCRI). Se trató de los terceros comicios rionegrinos desde la provincialización del territorio en 1958. Bajo las normas electorales entonces vigentes, se debía elegir al Gobernador provincial por medio de un colegio electoral de 40 miembros (la única vez que se empleó para la elección del cargo un sistema distinto al escrutinio mayoritario), y a los 22 escaños de la Legislatura Provincial, componiéndose los poderes ejecutivo y legislativo de la provincia para el período 1963-1967. Al mismo tiempo, se eligió a las autoridades locales de los numerosos municipios de la provincia, compuestos por un intendente con un mandato de dos o cuatro años que ejercería el poder ejecutivo y un Concejo Deliberante a cargo del poder legislativo.
Estos comicios se celebraron al mismo tiempo que las elecciones presidenciales y legislativas a nivel nacional, que se realizaron durante el período de proscripción del peronismo (fundado y encabezado por Juan Domingo Perón) y su brazo político, el Partido Justicialista (PJ), de la vida política argentina, situación similar a la sufrida por el Partido Comunista (PCA). Asimismo, el depuesto presidente Frondizi se encontraba detenido e impedido de participar. Por tal motivo, se considera que estas elecciones no fueron completamente libres y justas. Los peronistas, frondicistas y comunistas llamaron públicamente a votar en blanco como medio de expresión, ante su imposibilidad de postularse.
El candidato de la Unión Cívica Radical del Pueblo (UCRP), Carlos Christian Nielsen, ganó las elecciones recibiendo un 34,34% de los votos emitidos a candidaturas legalizadas, logrando una primera minoría de 14 electores gubernativos. En segundo lugar se ubicó la Unión Cívica Radical Intransigente (UCRI), debilitada por la abstención de Frondizi y su ruptura con el partido, con su candidato, Francisco Muñoz, recibiendo el 28,55% y 12 electores. El Partido Demócrata Cristiano (PDC) quedó en tercer lugar con un 14,38% y 6 electores, seguido por el Partido Demócrata Progresista (PDP) con un 14,04% y 5 electores, y por último el Partido Demócrata de Río Negro (PD) con un 8,69% y 3 electores. Una inmensa porción del electorado emitió sufragios en blanco o anuló su voto, sumando un 35,29% del total de votos emitidos y casi duplicando a Nielsen (el candidato más votado) en cantidad de sufragios. La Legislatura Provincial quedó compuesta por 8 diputados de la UCRP, 6 de la UCRI, 3 del PDC, 3 del PDP y 2 del PD. La participación fue del 73,80% del electorado registrado, casi la misma que en los anteriores comicios.
Tras lograr un acuerdo con los distintos sectores antiperonistas, Nielsen fue proclamado gobernador por el colegio electoral y asumió el cargo el 12 de octubre de 1963, coincidiendo con el ascenso de Arturo Umberto Illia (también de la UCRP) a la presidencia de la Nación). Sin embargo, no pudo completar el mandato constitucional, ya que fue derrocado por una intervención tras el golpe de Estado del 28 de junio de 1966.

## Antecedentes
La provincialización del Territorio Nacional del Río Negro y el nacimiento de la moderna provincia de Río Negro se produjeron en el contexto del derrocamiento en septiembre de 1955 del gobierno constitucional de Juan Domingo Perón, lo que condujo a la proscripción del movimiento político en torno a su figura, el peronismo, y al exilio del propio Perón. Con el peronismo impedido para presentarse a elecciones, su principal rival, la Unión Cívica Radical (UCR), se dividió en dos facciones: la Unión Cívica Radical Intransigente (UCRI), en general contraria a la proscripción, y la Unión Cívica Radical del Pueblo (UCRP), en gran medida favorable. Río Negro sancionó su primera constitución provincial en diciembre de 1957, por medio de una convención constituyente elegida para tal fin sin la participación de candidatos peronistas, que en su mayoría optaron por votar en blanco como medio de expresión, lo que puso en duda la legitimidad de la nueva carta magna. Por fuera de la antinomia nacional del peronismo y el antiperonismo, en Río Negro existía un conflicto más marcado dentro de los partidos políticos y en la sociedad por la cuestión de la capital provincial, exigiendo el mantenimiento de la capital en Viedma o su traslado a General Roca, ambas las dos principales urbes de la provincia, que carecía de una identidad propia y se veía afectada por faccionalismos localistas.
En ese contexto, fue elegido gobernador Edgardo Castello, de la UCRI, beneficiado por el pacto Perón-Frondizi, que garantizó la elección de Arturo Frondizi como presidente y benefició a sus candidatos legislativos y provinciales. Sin embargo, los problemas que debió enfrentar Frondizi al depender electoralmente del justicialismo proscripto e institucionalmente de los militares que habían derrocado a Perón signaron el destino del gobierno. En 1962, Frondizi toleró la participación de listas peronistas con nombre diferente en varias provincias. En Río Negro se configuró un Frente Justicialista encabezado por el Partido Blanco, de corte neoperonista, que ganó la gobernación por amplio margen con Arturo Amadeo Llanos como candidato. Frondizi intervino la provincia al día siguiente, junto con todas las demás provincias donde triunfó el peronismo, pero no pudo evitar con esto un nuevo golpe de Estado el 29 de marzo de 1962, que lo puso bajo arresto. La rápida decisión por parte del gobierno de tomar el arresto de Frondizi como un caso de acefalía presidencial facilitó la juramentación de José María Guido, presidente provisional del Senado, como presidente interino, siendo el primer presidente proveniente de Río Negro. Guido retuvo las intervenciones, clausuró el Congreso Nacional y anuló los comicios de 1962.

## Reglas electorales
La constitución promulgada el 10 de diciembre de 1957 establecía las siguientes autoridades provinciales y sus respectivos criterios de elección, siendo el sistema sometido a diversas modificaciones por el régimen interventor:
- Gobernador provincial elegido en forma indirecta por un Colegio Electoral compuesto por 40 escaños, los cuales eran elegidos por voto popular mediante representación proporcional por listas para un mandato de cuatro años sin posibilidad de reelección inmediata. La constitución de 1957 no preveía el cargo de vicegobernador provincial.
- 22 diputados provinciales elegidos por voto directo mediante el sistema de representación proporcional por listas, con la provincia como distrito único.

## Candidaturas y campaña
El 1 de junio de 1962, asumió Carlos S. Ramos Mejía como interventor de facto designado por Guido, en reemplazo de Francisco Muñoz, que había sido designado por Frondizi poco antes del golpe de Estado. Ramos Mejía ya había sido interventor durante la última etapa del régimen de Pedro Eugenio Aramburu. El período 1962-1963 fue de alta conflictividad política, con el enfrentamiento interno de las Fuerzas Armadas entre «azules y colorados». El cuestionado régimen de Guido convocó a elecciones presidenciales, legislativas, provinciales y municipales para el domingo 7 de julio de 1963, aunque con la proscripción o restricción de numerosas fuerzas políticas: el Partido Peronista (PP), el Partido Comunista de Argentina (PCA), a los que se prohibió de lleno participar, una inhabilitación parcial para cargos ejecutivos a la Unión Popular y otros partido neoperonistas, y con numerosos dirigentes del radicalismo intransigente (entre ellos el expresidente Frondizi) detenidos o exiliados. Solo cinco partidos políticos presentaron candidaturas en Río Negro. La UCRI, diezmada, oficialmente postuló la candidatura presidencial de Oscar Alende, mientras que a nivel gubernativo presentó al ex interventor Muñoz, oriundo de San Antonio Oeste. La candidatura de Muñoz fue instigada por el exgobernador Edgardo Castello, todavía interventor del partido en Río Negro, y se considera que fue poco atractiva para el electorado de la región del Alto Valle. La UCRP, por su parte, presentó al empresario de General Roca Carlos Christian Nielsen, mientras que a nivel nacional apoyaba la postulación de Arturo Umberto Illia.
Frente a la proscripción, el justicialismo, el sector de la UCRI que respondía a Frondizi y el comunismo, que habían buscado concurrir a las elecciones bajo el denominado «Frente Nacional y Popular», decretaron la abstención. El presidente de la Unión Popular de Río Negro y uno de los principales dirigentes peronistas de la provincia, Mario Franco, hizo campaña activa por el voto en blanco, describiendo que las elecciones a realizarse constituían «una burla y un avasallamiento a la voluntad soberana y popular» en una nota publicada por el Diario Río Negro dos días antes de los comicios, y afirmando que la decisión de decretar la abstención se había tomado: «ante los nuevos atropellos cometidos por el gobierno dictatorial que padecemos, privándonos de los derechos cívicos que nos corresponden como ciudadanos argentinos y compartiendo la resolución de todos los organismos nacionales del Movimiento».

## Resultados

### Gobernador
|  | 34,34 % |

|  | 28,55 % |

|  | 14,38 % |

|  | 14,04 % |

|  | 8,69 % |

|  | 64,71 % |

|  | 34,05 % |

|  | 1,24 % |

|  | 100 % |

### Legislatura Provincial
|  | 33,87 % |

|  | 28,33 % |

|  | 14,69 % |

|  | 14,10 % |

|  | 9,02 % |

|  | 65,33 % |

|  | 32,65 % |

|  | 2,02 % |

|  | 100 % |

## Negociación en el Colegio Electoral
El resultado electoral de la elección para gobernador, la primera y única de la historia de la provincia en la que se empleó un sistema de elección indirecta, determinó un Colegio Electoral fragmentado, con una primera minoría para el radicalismo del pueblo con 14 de los 40 electores, a 7 de los 21 necesarios para reclamar la gobernación. Al igual que a nivel nacional, el radicalismo del pueblo necesitaría de negociaciones con otras formaciones políticas para tomar el control de la provincia. Durante el debate posterior a las elecciones la cuestión de la capitalidad en Viedma o General Roca volvió a surgir bajo las declaraciones del candidato a senador nacional José Enrique Gadano, a pesar de que la UCRP había votado en su Convención Provincial que su campaña tenía como promesa no discutir la cuestión en el período constitucional subsiguiente. Nielsen propuso la formación de una comisión parlamentaria a cargo de estudiar el tema. La UCRI cuestionó la candidatura de Nielsen, y tanto Muñoz como el presidente del Comité Provincia del partido, Herberto Castello, afirmaron que no permitirían la formación de un gobierno «de hombres del Alto Valle», porque este solo representaría «intereses distintos y contrarios a los de la zona sur» de la provincia. La UCRI buscó negociar con los demócratas cristianos y los demócratas progresistas para alcanzar la gobernación, discutiendo los partidos el reparto de ministerios y la elección posterior de los dos senadores nacionales que representarían a Río Negro. Finalmente, las negociaciones para un eje UCRI-PDP-PDC fracasaron, en tanto que la UCRP logró finalmente un acuerdo con el PD y el PDC, resultando Nielsen elegido gobernador con la suma de veintitrés electores entre los tres partidos contra los diecisiete votos opositores de la UCRI y el PDP. La mayoría absoluta legislativa de este acuerdo, con trece diputados, facilitó también la consagración de Gadano y el demócrata cristiano Roberto De Rege como senadores nacionales. Nielsen juró como el segundo gobernador electo de la provincia el 12 de octubre de 1963, designando un gabinete compuesto en su totalidad por figuras provenientes del Alto Valle, tal y como previamente había denunciado la UCRI.